# Calea ferată forestieră Borca–Sabasa

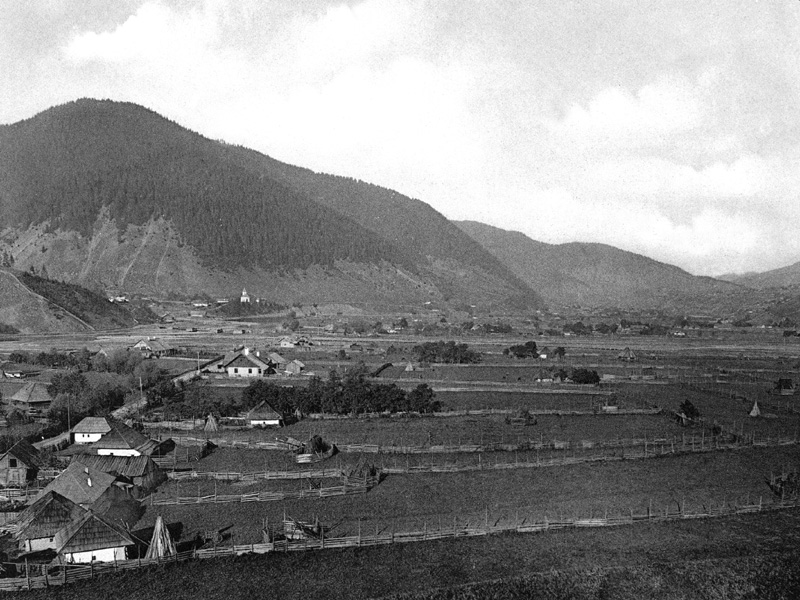
Borca şi Sabasa la începutul secolului XX.

Calea ferată forestieră Borca–Sabasa a fost o cale ferată forestieră cu ecartament îngust ce pornea din localitatea Borca și continua pe văile râurilor Sabasa și Borca.
A servit la transportul lemnului din bazinul de exploatare Borca–Sabasa. A fost pusă în funcțiune în anul 1890, în perioada în care zona era inclusă Domeniilor Coroanei României.
Cele două ramuri aveau 8 km lungime (pe valea Borcăi) și respectiv 12 km lungime (pe valea Sabasei).